# 40-й гвардійський винищувальний авіаційний полк (СРСР)
40-й гвардійський винищувальний авіаційний Тарнопільський ордена Кутузова полк — військова частина, авіаційний полк у складі Військово-повітряних сил СРСР.

## Історія створення і бойовий шлях

### 131-й винищувальний авіаційний полк
У квітні 1940 року в Одеському військовому окрузі (м. Запоріжжя) при 7-й далекобомбардувальній авіаційній бригаді, на основі 1-ї ескадрильї 48-го винищувального авіаційного полку і 2-ї ескадрильї 18-го винищувального авіаційного полку на винищувачах І-16 був сформований 131-й винищувальний авіаційний полк.
У червні—липні 1940 року полк, у складі 1-ї авіаційної бригади ВПС 9-ї армії Південного фронту брав участь у бойових діях по радянській окупації Бессарабії.
З початком німецько-радянської війни полк знаходився у безпосередньому підпорядкуванні ВПС Південного фронту. На момент початку бойової роботи полк мав у своєму складі 64 справних літаки І-16 і 5 МіГ-3, неосвоєних особовим складом.
4 липня 1941 року одержана перша відома повітряна перемога льотчиків полку: старший лейтенант Д. І. Сігов у повітряному бою поблизу Тирасполя (Молдова) збив ворожого бомбардувальника Ю-88.
20 серпня 1941 року полк увійшов до складу 64-ї винищувальної авіаційної дивізії ВПС 6-ї резервної армії Південного фронту, проте вже 1 вересня того ж року включений до складу 20-ї змішаної авіаційної дивізії ВПС 9-ї армії Південного фронту. Тоді ж переформований згідно штату 015/134.
31 грудня 1941 року полк передав 8 літаків І-16, що залишилися, до 88-го винищувального авіаційного полку і був виведений у тил Південного фронту на доукомплектування і перенавчання. У м. Аксай Сталінградської області полк був переформований згідно штату 015/174 і розпочав освоєння винищувачів ЛаГГ-3 на базі 6-го окремого навчально-тренувального авіаційного полку Південного фронту.
Закінчивши підготовку, 26 травня 1942 року полк приступив до бойової роботи у складі 217-ї винищувальної авіаційної дивізії 4-ї повітряної армії Південного фронту. 14 серпня того ж року разом з 217-ю вад полк був включений до Північної групи військ Закавказького фронту. Протягом вересня 1942 року полк, переважно, був переозброєний на винищувач Ла-5.
28 січня 1943 року включений до складу військ Північно-Кавказького фронту.

### 40-й гвардійський винищувальний авіаційний полк
Наказом НКО СРСР від 8 лютого 1943 року № 64 «за зразкове виконання бойових завдань та виявлені при цьому мужність і героїзм» 131-й винищувальний авіаційний полк був перетворений у 40-й гвардійський винищувальний авіаційний полк.
Після закінчення війни до грудня 1947 року полк дислокувався у м. Секешфегервар (Угорщина), де входив до складу 8-ї гвардійської винищувальної авіаційної дивізії 2-ї повітряної армії Центральної групи військ.
Протягом грудня 1947 — лютого 1948 років був передислокований на аеродром Сальяни (Азербайджан), де увійшов до складу 7-ї повітряної армії Закавказького округу.

### 627-й гвардійський винищувальний авіаційний полк
20 лютого 1949 року, у відповідності з директивою Генерального штабу ЗС СРСР № орг/1/120016 від 10.01.1949 року, полк був переіменовиний у 627-й гвардійський винищувальний авіаційний полк.
У квітні 1950 року полк був переозброєний на винищувачі МіГ-15. У вересні того ж року полк був переданий з ВПС СРСР до військ ППО (Бакинська армія ППО, з червня 1954 року — Бакинський округ ППО).
У 1952 році полк був переозброєний на літаки МіГ-17, а у 1957 році — на надзвукові винищувачі МіГ-19.

### 627-й гвардійський винищувальний навчальний авіаційний полк
29 листопада 1969 року полк був переданий зі складу 15-го корпусу ППО Бакинського округу ППО до Армавірського ВВАУЛ ППО, як 627-й гвардійський винищувальний навчальний авіаційний полк.
Восени 2009 року, у рамках реформи Збройних сил Російської федерації, 627-й гвнап був розформований у Краснодарському військовому авіаційному інституті.

## Командири полку
- Гончаров Леонід Антонович, підполковник (квітень 1940 — 31.10.1941, загинув).
- Давидков Віктор Йосипович, капітан, майор (01.11.1941 — 25.12.1942).
- Токарєв Мойсей Степанович, майор (26.12.1942 — 08.07.1943, загинув).
- Назаренко Дмитро Павлович, гвардії капітан (08.07.1943 — 11.01.1944).
- Китаєв Микола Трохимович, гвардії майор (11.01.1944 — 19.05.1944, був збитий, потрапив у полон).
- Карташов Михайло Васильович, гвардії майор, гвардії підполковник (07.06.1944 — 20.10.1945).

## Герої полку
| Прізвище, ім'я, по-батькові | Посада, військове звання                                  | Дата Указу ПВР СРСР / Указу Президента Росії |
| --------------------------- | --------------------------------------------------------- | -------------------------------------------- |
| Бородачов Віктор Іванович   | командир ескадрильї, гвардії капітан                      | 01.07.1944                                   |
| Гончаров Леонід Антонович   | командир полку, підполковник                              | 06.06.1942 (посмертно)                       |
| Гребеньов Аркадій Дмитрович | штурман полку, гвардії капітан                            | 26.10.1944                                   |
| Давидков Віктор Йосипович   | заступник командира полку, капітан                        | 06.06.1942                                   |
| Кулешов Володимир Кузьмич   | штурман полку, гвардії старший лейтенант                  | 04.02.1944                                   |
| Китаєв Микола Трохимович    | командир ескадрильї, гвардії старший лейтенант            | 01.05.1943                                   |
| Кратінов Семен Устимович    | командир ескадрильї, гвардії капітан                      | 10.04.1945                                   |
| Назаренко Дмитро Павлович   | командир ескадрильї, капітан                              | 13.12.1942                                   |
| Сігов Дмитро Іванович       | заступник командира полку, капітан                        | 13.12.1942 (посмертно)                       |
| Семенюк Іван Іванович       | командир ескадрильї, гвардії капітан                      | 01.07.1944                                   |
| Скрябін Віктор Іванович     | заступник командира ескадрильї, гвардії старший лейтенант | 01.05.1943                                   |
| Токарєв Мойсей Степанович   | заступник командира ескадрильї, старший політрук          | 13.12.1942                                   |
| Федоров Аркадій Васильович  | заступник командира ескадрильї, гвардії капітан           | 13.04.1944                                   |
| Шварьов Олександр Юхимович  | колишній штурман полку, генерал-майор авіації запасу      | 11.10.1995                                   |
| Яровий Пилип Степанович     | командир ескадрильї, лейтенант                            | 23.11.1942 (посмертно)                       |